# تتسویا بسشو
تتسویا بسشو (انگلیسی: Tetsuya Bessho; ۳۱ اوت ۱۹۶۵ – ) بازیگر، مجری رادیو اهل ژاپن بود. وی از سال ۱۹۸۷ میلادی تاکنون مشغول فعالیت بوده‌است.
از فیلم‌ها یا برنامه‌های تلویزیونی که وی در آن نقش داشته‌است می‌توان به گودزیلا در برابر ماترا اشاره کرد.